# گرسمی
گرسمی (در زبان نورس باستان به معنی: «گنجینه») در اسطوره‌شناسی اسکاندیناوی یکی از دختران ایزدبانوی باروری فریا و اور، و خواهر هنوس است. او می‌تواند شخصیتی مشابه با هنوس، دختر دیگر فریا باشد. نام او تنها در ینگلین‌گا ساگا نخستین بخش از کتاب هایمس‌کرینگلا تأیید شده است.

## نام
نام گرسمی در زبان نورس باستان به معنای «گنجینه» است، چیزی که گرانبها یا ارزشمند تلقی می‌شود. این به احتمال زیاد مشتق شده از اسم نورس باستان تایید نشده *گرسامر است، در مقایسه با ایسلندی گرسمی یا سوئدی قدیمی گارسیمی («گنج»)، و در دانمارکی گیورسوم (تاوان ویژه‌ای که برای قتل عمد تأیین می‌شود).